# HSP70
Con il termine HSP70 (Heat Shock Protein 70 kilodaltons) si indica una famiglia di proteine espresse ubiquitariamente ed importanti per il macchinario cellulare di ripiegamento proteico. Le proteine HSP70 infatti aiutano le altre proteine nascenti a raggiungere la struttura spaziale definitiva ed aiutano la cellula a proteggersi da fattori di stress, quali ad esempio il calore.

## Scoperta
La famiglia HSP70 è stata scoperta negli anni '60, da una scoperta accidentale fatta su Drosophila (moscerino della frutta). Un campione di questo modello fu incubato ad una temperatura più alta del normale ed all'osservazione microscopica dei cromosomi fu osservata un'elevata attività trascrizionale di qualche proteina sconosciuta. Questa attivazione trascrizionale scatenata dal calore fu definita "Heat Shock Response" e le proteine espresse in questa risposta furono chiamate "Heat Shock Proteins" (HSPs).

## Struttura
Tutte le HSP70 hanno tre principali domini funzionali:
- Un dominio ATPasico al N-terminale, in grado di legare ed idrolizzare ATP. Questo dominio ha funzione regolativa in quanto lo scambio tra ATP e ADP induce un cambio conformazionale regolativo negli altri due domini.
- Un dominio legante il substrato, che contiene un solco che ha affinità per residui amminoacidici neutri e idrofobici.
- Un dominio C-terminale, con struttura ad alfa-eliche che funziona come un "coperchio" per il legame del substrato.

Quando una proteina HSP70 è legata all'ATP, il "coperchio" è aperto ed i peptidi si legano e vengono rilasciati in maniera veloce. Quando le proteine HSP70 sono legate all'ADP il "coperchio" è chiuso, ed i peptidi sono saldamente legati al sito di legame del substrato.

## Funzione e regolazione
Quando non interagisce con un peptide substrato, la HSP70 è generalmente legata all'ATP. L'attività ATPasica è molto debole così che l'idrolisi spontanea non avviene per diversi minuti.
Quando una proteina nascente emerge dal ribosoma, il dominio di legame del substrato riconosce sequenze di residui amminoacidici idrofobici ed interagisce con essi. 
Questa interazione spontanea è reversibile, e nello stato legato all'ATP, HSP70 può legare e rilasciare i peptidi in maniera piuttosto libera e veloce. La presenza del peptide legato, stimola l'attività ATPasica. Nello stato legato ad ADP la tasca di legame del peptide si chiude, trattenendo strettamente il peptide che vi si era legato. 
Ad aumentare l'attività ATPasica sono preposte anche una famiglia di proteine chiamate co-chaperonine, tra cui HSP40 negli eucarioti e DnaJ nei procarioti. Queste incrementano di vari ordini di grandezza la velocità di idrolisi dell'ATP da parte di HSP70 in presenza di un peptide interagente.
Legandosi strettamente alle sequenze peptidiche nascenti, HSP70 previene anomale aggregazioni e conformazioni che le renderebbero non funzionali.
Una volta che la sequenza peptidica è stata ripiegata dallo chaperone Hsp70, un fattore di scambio nucleotidico (BAG-1 e HspBP1 sono i principali) stimola il rilascio dell'ADP ed il legame di nuova ATP, aprendo il sito di legame e permettendo il rilascio della proteina. A questo punto il suo ripiegamento può continuare autonomamente, oppure la proteina può essere trasferita ad altri chaperoni. HOP (HSP70/HSP90 Organizing Protein) può legare HSP70 ed HSP90 e mediare il passaggio della proteina in ripiegamento dall'uno all'altro chaperone.
HSP70 sembra coinvolto anche nel trasferimento di certe proteine alla membrana, attraverso il loro temporaneo trattenimento in una forma parzialmente ripiegata.
Le HSP70 possono anche agire per proteggere la cellula da stress termico o stress ossidativo. Alcuni membri della famiglia sono infatti fortemente regolati da fattori di stress, come il riscaldamento e la presenza di sostanze chimiche tossiche (tra cui anche metalli pesanti come arsenico, cadmio, rame e mercurio). 
Queste forme di stress comportano danneggiamenti del normale ripiegamento di numerose proteine (comportano cioè denaturazione). Una proteina parzialmente denaturata espone più facilmente i suoi residui idrofobici (normalmente rinchiusi nel core proteico protetto dall'acqua) e questi residui sono proprio il consensus per il legame delle proteine Hsp70, che legandovisi, evitano ulteriore denaturazione o aggregazione e favoriscono la rinaturazione.
Infine, HSP70 sembra essere capace di partecipare alla rimozione di proteine danneggiate o difettive in cui il ripiegamento non è possibile. Essa può legare e presentare la proteina anomala al fattore CHIP (Carboxyl-terminus of Hsp70 Interacting Protein), che è una E3 ubiquitin ligasi e garantisce l'inserimento di una etichetta di ubiquitina sulla proteina danneggiata, che verrà così riconosciuta dal macchinario proteolitico del proteasoma, e verrà quindi distrutta.

## Membri della famiglia
Gli eucarioti esprimono diverse proteine HSP70. Tutte condividono la struttura a tre domini ed il meccanismo di funzionamento, ma ognuna ha un proprio pattern di espressione ed una propria distribuzione subcellulare.
- HSP73 è espressa costitutivamente e rappresenta l'1-3% delle proteine cellulari totali.
- HSP72 è la forma di HSP70 indotta dallo stress. Valori molto elevati sono prodotti in situazioni di ipertermia, stress ossidativo, alterazioni della forza ionica o del pH.
- BiP è localizzata nel reticolo endoplasmatico (le altre due sono presenti nel citoplasma libero). È implicata nel ripiegamento proteico delle proteine sintetizzate dai ribosomi associati al RER ed è sempre presente ad alti livelli, ma può essere ulteriormente upregolata in risposta a fattori di stress e deprivazione di nutrienti o fattori di crescita.
- mtHSP70 è la HSP70 mitocondriale, espressa nella matrice del mitocondrio.
- DnaK, HscA ed HscC sono le forme più comuni di HSP70 espresse nei procarioti.

## Correlazioni col cancro
HSP70 sembra essere sovraespressa in molti tumori (es. alcune forme di melanoma) e sottoespressa in altri tipi di tumore. Questo è dovuto principalmente al fatto che essa è in grado di controllare la stabilità di molte proteine, e suoi valori alterati possono facilmente alterare i meccanismi mitogenici ed apoptotici ed indurre così lo sviluppo di forme tumorali.